# 馬凱特鎮區 (堪薩斯州麥克弗森縣)
馬凱特鎮區（英語：Marquette Township）為美國堪薩斯州麥克弗森縣轄下的鎮區。2010年美国人口普查中此鎮區人口有808人。

## 地理
馬凱特鎮區涵蓋總面積為93.3平方（36.03平方英里），其中陸地面積為92.7平方（35.79平方英里），水域面積為0.62平方（0.24平方英里）或0.67%。

## 人口統計
根據2010年美國人口普查，馬凱特鎮區人口有808人，其中男性有377人，女性有431人，人口密度為每平方公里8.66人，住房計383戶。鎮區內的白人有781人，非裔美國人有1人，美洲原住民有1人，亞裔美國人有0人，太平洋島裔美國人有0人，其他種族有13人，混血種族則有12人。此外鎮區內有29人為西班牙裔或拉丁裔美國人。此鎮區之年齡中位數為45.4歲，而男性年齡中位數為45.2歲，女性年齡中位數為45.9歲。

## 交通

### 主要公路
- 4號堪薩斯州州道